# Major Cities of Europe IT Users Group
Die  Major Cities of Europe IT Users Group (MCE) ist ein europaweites Netzwerk von kommunalen Experten für Informationstechnologie (IT). Die MCE wurde 1982 in London gegründet und vernetzt Repräsentanten aus allen Teilen Europas sowie nichteuropäischen Ländern wie Tel Aviv und Boston. Die MCE IT Users Group hat ihren Hauptsitz in Bremerhaven, Deutschland.

## Leitbild
Die MCE ist eine Plattform für CIOs und Manager aus dem IT-Bereich der Verwaltungen zum Austausch von Ideen, Strategien, Erfahrungen und Lösungen. Das Ziel ist die Förderung von Innovationen und die Verbesserung der Leistungsfähigkeit der lokalen Verwaltungen mit Hilfe modernster Informations- und Kommunikationstechnologien. Aktuelle Innovationen europäischer Städte liegen insbesondere in den Bereichen Web 2.0, Open Data, Soziale Netzwerke, Apps und Standortbezogene Dienste. Zugleich fungiert die MCE als Interessensvertretung der Mitglieder auf europäischer Ebene.

## Mitglieder
Die Mitglieder kommen aus 17 Ländern und rund 40 Städten aus Skandinavien, westlichen, östlichen und südlichen Teilen Europas sowie nichteuropäischen Ländern und weitere Organisationen und Universitäten.
| Land                    | Mitglieder                                                                                    |
| ----------------------- | --------------------------------------------------------------------------------------------- |
| Bosnien und Herzegowina | Banja Luka                                                                                    |
| Deutschland             | Berlin, Bremerhaven, Hamburg, Leipzig, Saarbrücken, VITAKO (Berlin)                           |
| Frankreich              | Issy-les-Moulineaux, Grand Lyon                                                               |
| Griechenland            | Trikala                                                                                       |
| Irland                  | Cork City Council, County Cork, County Fingal, Dublin, LGMA                                   |
| Israel                  | Cholon, Rischon LeZion, Tel Aviv                                                              |
| Italien                 | BAICR, Empoli, Florenz, Genua, Livorno, Modena, PIN Scrl (Prato), Prato, Rom, Triest, Venedig |
| Kroatien                | Opatija, Pula, Rijeka, Zagreb                                                                 |
| Niederlande             | Eindhoven, Zoetermeer                                                                         |
| Österreich              | Wien                                                                                          |
| Rumänien                | Bukarest                                                                                      |
| Schweden                | Uppsala                                                                                       |
| Schweiz                 | Genf, Zürich                                                                                  |
| Slowenien               | Celje, Koper, Ljubljana                                                                       |
| Spanien                 | Autonome Universität Barcelona, Barcelona                                                     |
| Vereinigtes Königreich  | Aberdeen                                                                                      |
| Vereinigte Staaten      | Boston, Center for Technology in Government (Albany)                                          |

## Sponsoren
Globale und nationale Unternehmen unterstützen die Initiativen der MCE, indem sie Erfahrungen aus innovativen IKT-Projekten von Städten beispielsweise bei den jährlichen Konferenzen präsentieren.

## Zusammenarbeit mit Organisationen und Universitäten
Die MCE IT-Users Group kooperiert mit Organisationen und Universitäten, um gemeinsam Lösungen zu zentralen Fragestellungen im Bereich von E-Government und IT-Strategien im öffentlichen Sektor zu erarbeiten und Auswertungen von Forschungsarbeiten bereitzustellen.
Partneruniversitäten sind die Autonome Universität Barcelona, das Center for Technology in Government der Universität Albany (Albany, USA) sowie Organisationen wie VITAKO (Berlin, Deutschland) und „The Public Technology Institute“.

## Hauptaktivitäten

### Jährliche Konferenz
Die jährliche Konferenz wird seit 1982 von einem der Mitgliedsstädte ausgerichtet, die Themenschwerpunkte liegen auf neuen IT-Technologien, Standards und Trends im internationalen Kontext. Die Konferenz bietet den Mitgliedern und allen interessierten Personen ein Forum zum Austausch von Ideen und Erfahrungen und die Möglichkeit, gemeinsame Initiativen auf den Weg zu bringen. Im Jahr 2010 wurde die Konferenz von der Stadt Berlin, im Jahr 2011 von der Stadt Prato ausgerichtet. Die Programme, Handouts und Videos der Konferenzen werden veröffentlicht.

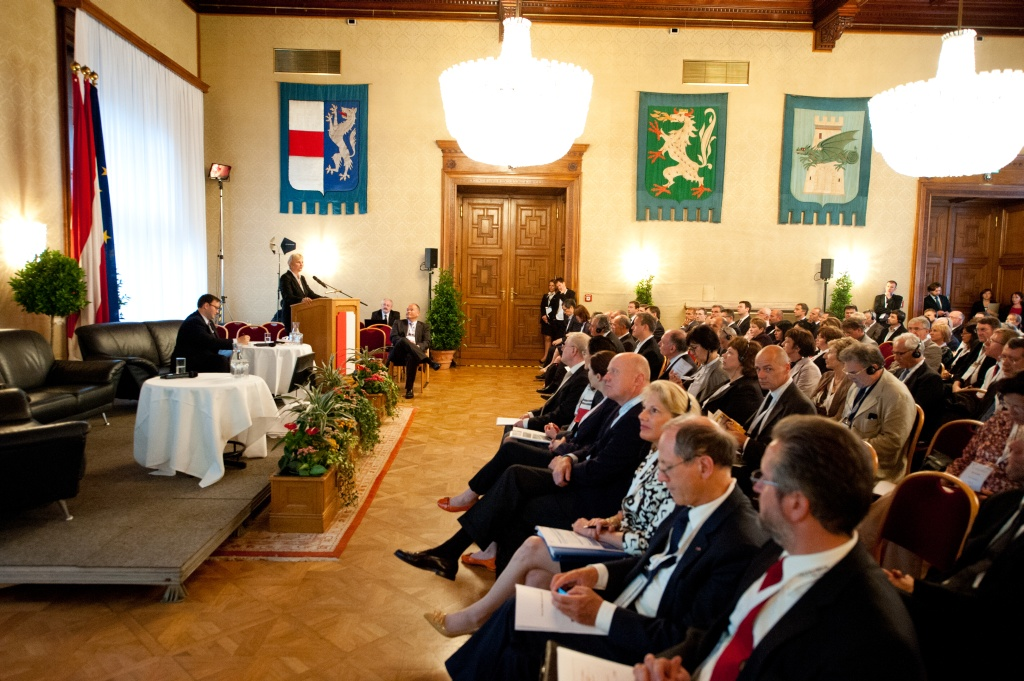
Major Cities Conference 2012 in Wien

#### Konferenz in Wien 2012
An der Konferenz 2012 in Wien nahmen rund 300 Teilnehmer und 30 Referenten aus ganz Europa, den USA und Korea teil. Die wichtigsten Themen der Konferenz waren
- Cities in the Open – Web 2.0, Open Data, E-Partizipation
- Soziale Netzwerke
- Mobile Government
- Cities in the Cloud
- Managing and Implementing ICT Innovation
- Cities in Practice

Das Programm, die Präsentationen und Videos sind im Internet veröffentlicht.

#### Konferenz in Ljubljana 2013
Das Thema der Konferenz in Ljubljana 2013 war „ICT – Fostering cities‘ prosperity“, rund 180 Personen nahmen an der Konferenz teil.
Die wichtigsten Themen der Konferenz waren
- Management von Rechenzentren in der Zukunft
- GIS als Treiber für Standortbezogene Dienste
- Die  City Protocol Initiative zur nachhaltigen Verbesserung der Lebensqualität mit Hilfe der IKT
- Big Data als Methode zur Generierung von Information für neue Stadtinitiativen
- Open Government und Open Data: Erfahrungen, Lösungen, ROI, E-Partizipation, Soziale Netzwerke
- Outsourcing in Städten: Erfahrungen aus der Praxis und Umsetzung von Cloud-Computing

Das Programm und die Präsentationen sind im Internet veröffentlicht.

#### Konferenz in Zürich 2014
Das Motto der Konferenz in Zürich 2014 war „Cities managing complexity in the digital world – prepared for the upcoming challenges?“, es nahmen an der Konferenz rund 250 Teilnehmer aus 22 Ländern teil.
Die wichtigsten Themenbereiche der Konferenz waren
- ICT, Politics and Citizens
- Cloud-Computing, Shared Services: Lessons learnt
- ICT and the pressure of Public finances
- Cyber Security

Das Programm und die Präsentationen sind im Internet veröffentlicht.

#### Konferenz in Hamburg 2015
Das Motto der Konferenz in Hamburg 2015 war „Living, learning, leading in the connected city“, rund 200 Personen nahmen an der Konferenz teil.
Die wichtigsten Themenbereiche der Konferenz waren
- E-Government
- Governance von Smart Cites
- Offenheit, Transparenz und die Rolle von Social Media
- Die Schule im Jahr 2020
- Der Arbeitsplatz der Zukunft
- Die Stadt im Jahr 2020

Das Programm und die Präsentationen sind im Internet veröffentlicht.

#### Konferenz in Florenz 2016
Das Motto der Konferenz in Florenz 2016 war „City Renaissance in the Digital Age“.
Die wichtigsten Themenbereiche der Konferenz waren
- Bürgerbeteiligung
- Öffentliche Verwaltung und Cloud Computing
- Internet of Things
- E-Government und digitale Transformation
- Informationssicherheit
- E-Health / E-Care

Das Programm und die Präsentationen sind im Internet veröffentlicht.

#### Konferenz in Zagreb 2017
Das Motto der Konferenz in Zagreb 2017 ist „The Digital Future – Cities Facing the Reality“.
Die wichtigsten Themenbereiche der Konferenz sind
- E-Government-Initiativen – gab es eine echte Transformation der öffentlichen Dienstleistungen?
- Auswirkungen neuer Technologien auf  die öffentliche Verwaltung
- Die Rolle der Verwaltung bei der Stärkung der digitalen Wirtschaft
- Social Media und Verwaltung
- Technologie zur Bewältigung von Krisen
- Kultur der Innovation im öffentlichen Dienst

### Workshops
In eintägigen, interaktiven Workshops diskutieren CIOs und IT-Manager ihre Erfahrungen zu aktuellen IKT-Themen wie Open Government, IT-Sicherheit für Städte, IT und Politik, Open Data, Soziale Netzwerke, Cloud Computing und Smart City. Die Ergebnisse der Workshops werden auf der Website der MCE in einem eigenen Abschnitt veröffentlicht.

### Teilnahme an EU-Programmen
Eine wichtige Aufgabe ist die Mitarbeit an EU-Programmen, wie zum Beispiel FUPOL. Eine Reihe an Smart Cities und Open Government Data Projekten wurden im Rahmen der „European Local Government Conference on ICT“ und der „Local Government transformation in Europe“ vorgestellt.

### Newsletter
Der Newsletter informiert die Mitgliedsstädte über Workshops, Konferenzen und über Best Practice zur Umsetzung von IKT-Innovationen und wird auf der Webseite der MCE veröffentlicht.